# Country House
"Country House" é uma canção escrita por Damon Albarn, Graham Coxon, Alex James e Dave Rowntree, gravada pela banda Blur.
É o primeiro single do quarto álbum de estúdio lançado a 11 de Setembro de 1995, The Great Escape.

## Paradas
| Paradas (1995)                 | Posições |
| ------------------------------ | -------- |
| Austrália - ARIA Charts        | 28       |
| Noruega - VG-lista             | 6        |
| Finlândia - Mitä hittiä        | 4        |
| Nova Zelândia - RIANZ          | 30       |
| Suécia - Sverigetopplistan     | 10       |
| Suíça - Schweizer Hitparade    | 26       |
| Reino Unido - UK Singles Chart | 1        |